# Bolborhynchus
Bolborhynchus is een geslacht van vogels uit de familie Psittacidae (papegaaien van Afrika en de Nieuwe Wereld).

## Soorten
Het geslacht kent de volgende soorten:
- Bolborhynchus ferrugineifrons – Tolimaparkiet
- Bolborhynchus lineola – Katharinaparkiet
- Bolborhynchus orbygnesius – Andesparkiet